# Large Latin American Millimeter Array
O Large Latin American Millimeter Array (LLAMA) é um telescópio Nasmyth óptico composto de uma única parabólica de 12 metros que está em construção no deserto de Puna de Atacama na província de Salta, Argentina, próximo ao observatório Qubic. A precisão do espelho primário vai permitir a observação de 40 GHz up a 900 GHz. Após a instalação ele será capaz de se juntar a outros instrumentos similares para realizar Very Large Base Line Interferometry ou de modo isolado. O suporte financeiro é provido pelos governos da Argentina e do Brasil. O custo total da construção, por volta de US$20 milhões, operação e tempo de telescópio serão compartilhados igualmente pelos dois países. O planejamento de construção começou em julho de 2014 depois de uma assinatura formal de um acordo entre as duas principais instituições envolvidas.

## Visão geral
O LLAMA é um projeto conjunto entre astrônomos Argentinos e Brasileiros para construir e operar um radiotelescópio na frequência de onda de sub-milimétrica, que pode realizar de modo isolado ou se juntar a uma rede Very Large Base Line Interferometry (VLBI). As principais instituições científicas envolvidas no projeto são o Instituto Argentino de Radioastronomia (IAR) e o Núcleo para o Apoio da Rádio Astronomia (NARA), da Universidade de São Paulo (Brasil). O telescópio está localizado a uma grande altitude (4,825m) onde a absorção atmosférica (devido principalmente ao vapor de água) permitir a observação de comprimentos de onda bem curtos de menos de 1mm. Ele é um instrumento de múltiplos propósitos que tem receptores criogênicos com uma altíssima sensibilidade para poder observar fontes muito fracas, e filtros para observar o Sol.

## História
A história do instrumento pode ser traçada a 2007, durante a XII Latin American Regional IAU Meeting (LARIM) realizada na Ilha de Margarita (Venezuela).